# 碓井町
碓井町（うすいまち）は、福岡県のほぼ中央に位置した町。旧嘉穂郡。
2006年3月27日に山田市、稲築町、嘉穂町と対等合併し、嘉麻市となった。町役場は嘉麻市役所本庁舎を経て、現在は碓井総合支所となっている。

## 地理
- 川：遠賀川・千手川
- 山：長谷山

## 歴史
- 1889年4月1日 - 町村制施行により嘉麻郡上臼井村、下臼井村、西郷村、上西郷村、光代村、飯田村、平山村の区域をもって碓井村が発足。
- 1896年4月1日 - 郡制施行により嘉穂郡に属する。
- 1941年4月17日 - 碓井村が町制施行。碓井町となる。
- 2006年3月27日 - 市町村合併・嘉麻市発足により消滅。

## 地域

### 教育

#### 小・中学校
- 碓井町立碓井小学校
- 碓井町立碓井中学校

## 交通
町内に鉄道・高速道路・一般国道は通っていない。最寄り駅は桂川駅。

### 鉄道
※以下の路線は1988年9月1日に廃止され、それ以降は町内に鉄道は通っていない。
- 九州旅客鉄道
  - 上山田線
    - 臼井駅

### バス
- 西鉄バス筑豊
  - 飯塚バスセンター（飯塚市） - 穂波町 - 桂川駅（桂川町） - 碓井町 - 嘉穂町
  - 飯塚バスセンター - 第二保育所

### 道路

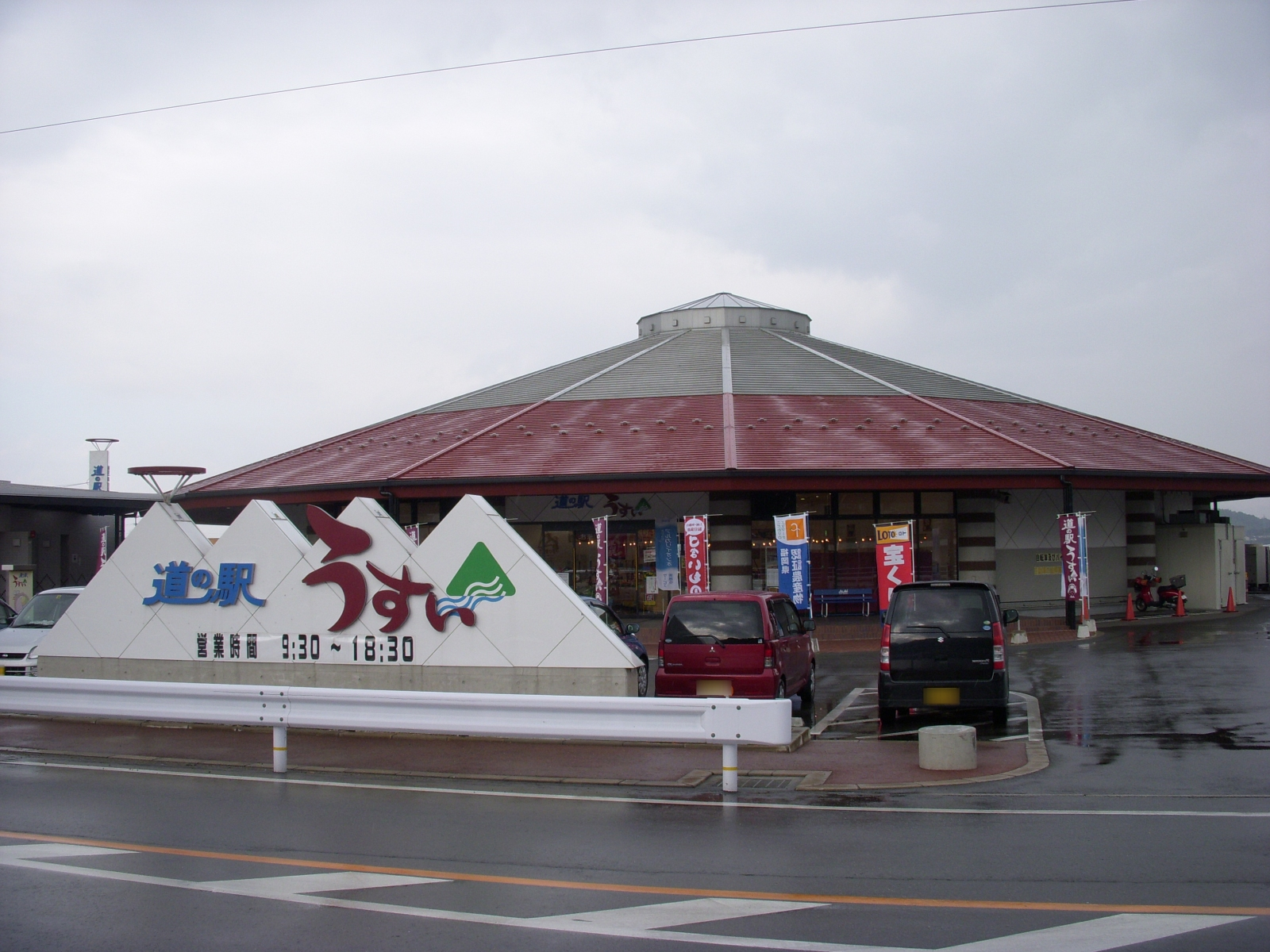
道の駅うすい

主要地方道
- 福岡県道90号穂波嘉穂線

道の駅
- うすい

## 名所・旧跡・観光スポット
- 碓井琴平文化館（織田廣喜美術館など）
- 長谷城跡
- 皿屋敷跡・お菊大明神（碓井町には「皿屋敷」の民間伝承が伝わっている）